# Huta Bargot (Sosopan)
Huta Bargot is een bestuurslaag in het regentschap Padang Lawas van de provincie Noord-Sumatra, Indonesië. Huta Bargot telt 262 inwoners (volkstelling 2010).